# Hogna reimoseri
Hogna reimoseri är en spindelart som beskrevs av Roewer 1959. Hogna reimoseri ingår i släktet Hogna och familjen vargspindlar.
Artens utbredningsområde är Etiopien. Inga underarter finns listade i Catalogue of Life.